# تاشا لو
تاشا لو (انگلیسی: Tasha Low؛ زادهٔ ۱۱ اکتبر ۱۹۹۳) بازیگر و خواننده اهل سنگاپور است. او از سال ۲۰۱۲ تا ۲۰۱۴ عضو گروه کره‌ای اسکارف بوده است. لو اکنون ساکن سنگاپور است. او با ایفای نقش در فیلم عصر دیام دیام (۲۰۲۰) وارد عرصه بازیگری شد.